# Ariocarpus agavoides

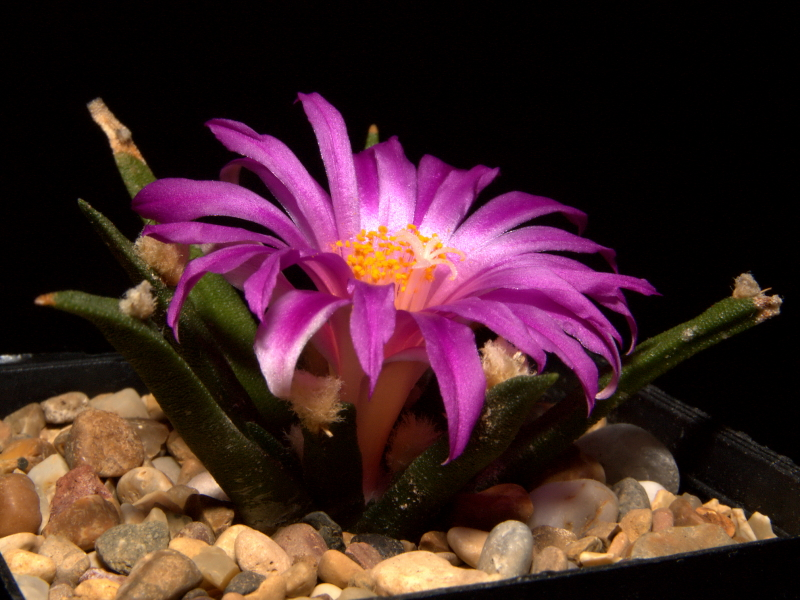
Blüte

Ariocarpus agavoides ist eine Pflanzenart in der Gattung Ariocarpus aus der Familie der Kakteengewächse (Cactaceae). Das Artepitheton agavoides leitet sich vom griechischen Suffix -oides für ‚ähneln‘ sowie der Gattung Agave ab und verweist auf das Erscheinungsbild der Art.

## Beschreibung
Ariocarpus agavoides wächst geophytisch mit dunkelgrünen bis bräunlichen, fast vollständig im Boden verborgenen Körpern die Durchmesser von 3 bis 8 Zentimeter aufweisen. Die von der Triebbasis abstehenden Warzen sind spreizend, verlängert, 2 bis 4 Zentimeter lang und 5 bis 10 Millimeter breit. Die bis zu 7 Millimeter langen Dornen können vollständig fehlen, nur an einigen oder an allen Warzen vorhanden sein.
Die rosa- bis magentafarbenen Blüten erreichen Durchmesser von 3,5 bis 4,5 Zentimetern. Die kugelförmigen bis verlängerten Früchte sind rosarot bis rötlich purpurfarben und werden bei Reife braun. Sie sind 1 bis 2 Zentimeter groß.

## Systematik, Verbreitung und  Gefährdung
Ariocarpus agavoides ist in den mexikanischen Bundesstaaten Tamaulipas und San Luis Potosí verbreitet und wächst auf Kalk.
Die Erstbeschreibung als Neogomesia agavoides erfolgte 1941 durch Marcelino Castañeda, der für die Art seine neue monotypische Gattung Neogomesia aufstellte. Untersuchungen von Edward Frederick Anderson zeigten 1962 jedoch, dass die Art in die Gattung Ariocarpus eingeordnet werden muss.
Ariocarpus agavoides wird in Anhang I des Washingtoner Artenschutz-Übereinkommen geführt. In der Roten Liste gefährdeter Arten der IUCN ist sie als „Endangered (EN)“, d. h. stark gefährdet eingestuft.

## Ethnobotanische Nutzung
Die Einheimischen nutzen den Schleim aus den Wurzeln der Pflanzen als Leim zur Reparatur von Tonwaren. Die süßlichen schmeckenden Warzen werden gegessen und oft als Salatbeigabe verwendet.

## Nachweise